# Cephalurichus antarcticus
Cephalurichus antarcticus  (лат.) — вид невооружённых немертин из семейства Lineidae, выделяемый в монотипический род Cephalurichus. Описаны по двум фрагментированным экземплярам из дночерпательных проб в районе Антарктического полуострова: особи собраны в районе островов Роберт (Южные Шетландские острова, глубина — 44 м) и Анверс (архипелаг Палмер, глубина — 190 м).

## Строение
Длина особи-голотипа, по-видимому, составляла около 20 см (особь сильно повреждена при сборе), ширина — 8 мм. Окраска бледная, от розовато-коричневой до кремово-коричневой. Эпидермис толстый (более 140 мкм) с большим количеством рабдитных желёз.